# Eremothera drachmani
Espèce
Eremothera drachmani est une espèce de solifuges de la famille des Eremobatidae.

## Distribution
Cette espèce est endémique du Sonora au Mexique,.

## Description
Le mâle holotype mesure 23,0 mm.

## Étymologie
Cette espèce est nommée en l'honneur de Grace Drachman.

## Publication originale
- Muma, 1986 : New species and records of Solpugida (Arachnida) from Mexico, Central America, and the West Indies. Novitates Arthropodae, vol. 2, no 3, p. 1-31.